# Leon (Iowa)
Leon ist eine Stadt (mit dem Status „City“) und Verwaltungssitz des Decatur County im US-amerikanischen Bundesstaat Iowa. Das U.S. Census Bureau hat bei der Volkszählung 2020 eine Einwohnerzahl von 1.822 ermittelt.

## Geografie
Leon liegt im Süden Iowas, rund 20 km nördlich der Grenze zum Nachbarstaat Missouri. Der die Grenze zu Nebraska bildende Missouri River fließt rund 190 km westlich; rund 240 km östlich bildet der Mississippi die Grenze Iowas zu Illinois.
Die geografischen Koordinaten von Leon sind 40°44′23″ nördlicher Breite und 93°44′52″ westlicher Länge. Das Stadtgebiet erstreckt sich über eine Fläche von 8,24 km² und gehört keiner Township an.
Nachbarorte von Leon sind Weldon (18,8 km nördlich), Garden Grove (19,8 km nordöstlich), Plesanton (23 km südlich), Davis City (13,7 km südsüdwestlich), Decatur City (7,6 km westlich) und Van Wert (17,3 km nordnordwestlich).
Die nächstgelegenen größeren Städte sind Iowas Hauptstadt Des Moines (109 km nordnordöstlich), Cedar Rapids (289 km nordöstlich), Iowa City (280 km ostnordöstlich), die Quad Cities in Iowa und Illinois (344 km in der gleichen Richtung), Peoria in Illinois (375 km östlich), Illinois’ Hauptstadt Springfield (422 km ostsüdöstlich), St. Louis in Missouri (288 km südöstlich), Kansas City in Missouri (208 km südsüdwestlich), Nebraskas größte Stadt Omaha (241 km westnordwestlich) und Sioux City (388 km nordwestlich).

## Verkehr
Der Interstate Highway 35, der hier die kürzeste Verbindung von Des Moines nach Kansas City bildet, verläuft in Nord-Süd-Richtung wenige Kilometer westlich an Leon vorbei. Im Stadtgebiet treffen der U.S. Highway 69 und der Iowa State Highway 2 zusammen. Alle weiteren Straßen sind untergeordnete Landstraßen, teils unbefestigte Fahrwege sowie innerörtliche Verbindungsstraßen.
Mit dem Lamoni Municipal Airport befindet sich 22,4 km südwestlich ein kleiner Flugplatz. Der nächste Verkehrsflughafen ist der Des Moines International Airport (105 km nördlich).

## Bevölkerung
Nach der Volkszählung im Jahr 2010 lebten in Leon 1977 Menschen in 826 Haushalten. Die Bevölkerungsdichte betrug 239,9 Einwohner pro Quadratkilometer. In den 826 Haushalten lebten statistisch je 2,32 Personen.
Ethnisch betrachtet setzte sich die Bevölkerung zusammen aus 98,1 Prozent Weißen, 0,7 Prozent Afroamerikanern, 0,3 Prozent amerikanischen Ureinwohnern, 0,6 Prozent Asiaten sowie 0,2 Prozent aus anderen ethnischen Gruppen; 0,3 Prozent stammten von zwei oder mehr Ethnien ab. Unabhängig von der ethnischen Zugehörigkeit waren 2,0 Prozent der Bevölkerung spanischer oder lateinamerikanischer Abstammung.
25,3 Prozent der Bevölkerung waren unter 18 Jahre alt, 54,3 Prozent waren zwischen 18 und 64 und 20,4 Prozent waren 65 Jahre oder älter. 52,6 Prozent der Bevölkerung waren weiblich.
Das mittlere jährliche Einkommen eines Haushalts lag bei 31.667 USD. Das Pro-Kopf-Einkommen betrug 18.674 USD. 22,2 Prozent der Einwohner lebten unterhalb der Armutsgrenze.

## Bekannte Bewohner
- Steven V. Carter (1915–1959) – demokratischer Abgeordneter des US-Repräsentantenhauses (1959) – lebte seit Beginn seiner Karriere in Leon und ist hier beigesetzt
- John Clinton Porter (1871–1959) – Bürgermeister von Los Angeles (1929–1933) – geboren in Leon